# Vaux (Yonne)

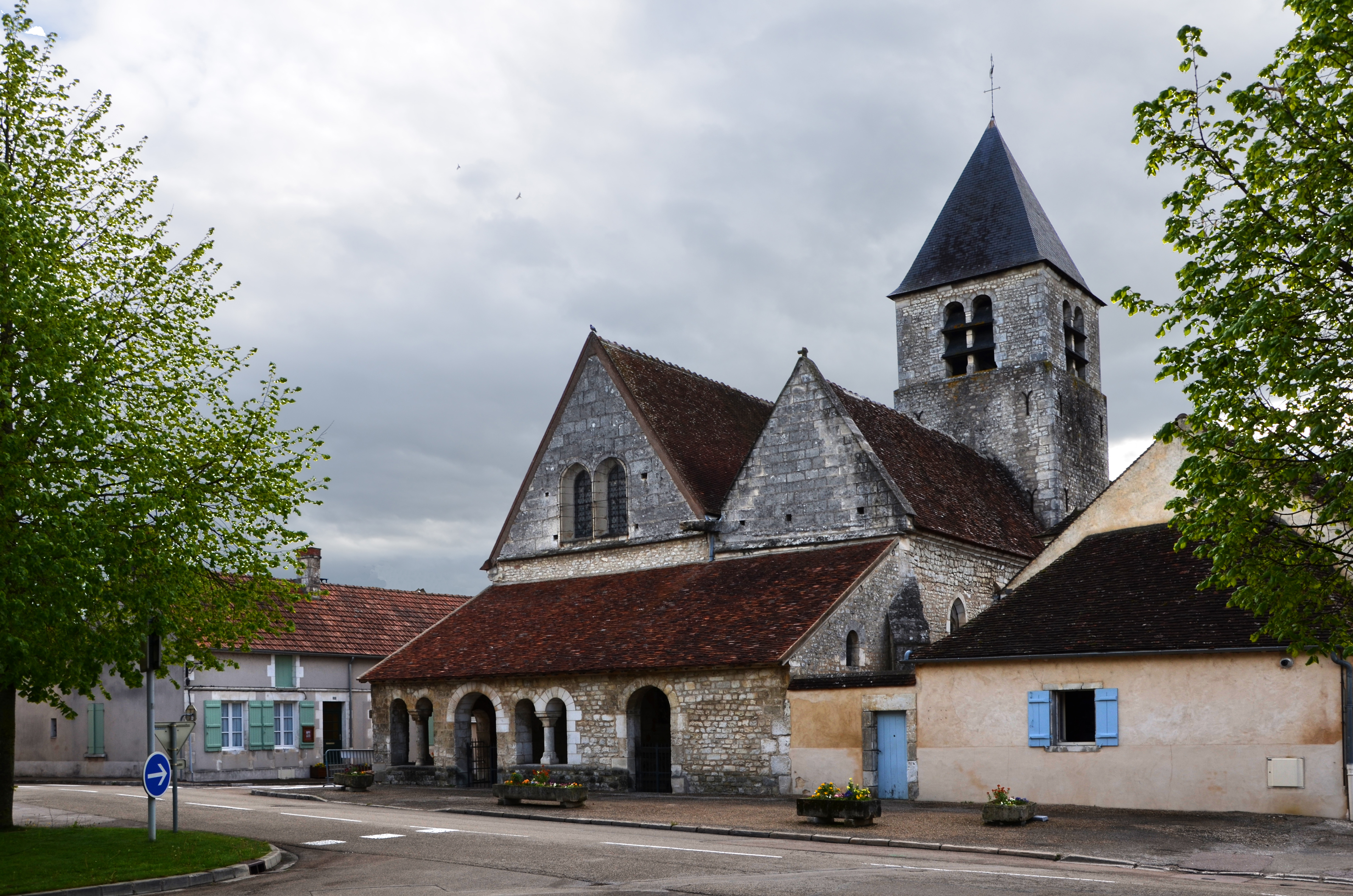
Kerk Saint-Loup

Vaux is een plaats en een voormalige gemeente in het Franse departement Yonne. Sinds 1 oktober 1972 is Vaux een onderdeel van de gemeente Auxerre als commune associée.
Vaux heeft een oppervlakte van 4,53 km² en ligt op de linkeroever van de Yonne, ten zuiden van Auxerre. Vaux had 703 inwoners in 2016.
De kerk Saint-Loup van Vaux werd gebouwd in de 12e eeuw. Het koor is 13e-eeuws en een deel van het schip is 16e-eeuws.
In Vaux zijn er ongeveer 40 ha aan wijngaarden.